# Néris-les-Bains
Néris-les-Bains è un comune francese di 2 828 abitanti situato nel dipartimento dell'Allier della regione dell'Alvernia-Rodano-Alpi.

## Società

### Evoluzione demografica
Abitanti censiti